# William Allen Miller
William Allen Miller FRS (Ipswich, 17 de dezembro de 1817 — 30 de setembro de 1870) foi um químico e astrônomo britânico.
Estudou na Ackworth School e no King's College de Londres.
Após o falecimento de John Frederic Daniell sucedeu-lhe como catedrático de química no King's College. Embora primariamente químico, as contribuições científicas pelas quais Miller é lembrado atualmente são em espectroscopia e astroquímica, novas áreas em sua época.
Miller recebeu a Medalha de Ouro da Royal Astronomical Society em 1867, juntamente com William Huggins, por seus estudos espectroscópicos da composição das estrelas. Em 1845 foi eleito Membro da Royal Society.
De acordo com seu obituário, Miller casou com Eliza Forrest de Birmingham em 1842. Faleceu em 1870, um ano após sua mulher, e ambos estão sepultados no Cemitério West Norwood.
A cratera lunar Miller é batizada em sua homenagem.